# Hélène de Saint-Père
Hélène de Saint-Père (* 7. Juni 1963 in Brazzaville, Kongo; † 4. Mai 2022 in Brüssel, Belgien) war eine französische Schauspielerin.

## Werdegang
Nach einer dreijährigen Schauspielausbildung am Cours Florent und darauffolgend einer zweijährigen Station am Théâtre des Amandiers unter der Leitung von Pierre Romans und Patrice Chéreau hatte sie Auftritte in mehr als 75 Filmen und Serien und war vielfach am Theater engagiert. Seit 2019 unterrichtete sie selbst am Cours Florent. Beim Festival de Télévision de Monte-Carlo wurde sie 1995 für ihre filmische Darbietung mit einem Preis geehrt.

## Filmografie (Auswahl)
- 2002: Vendredi soir
- 2005: Malen oder Lieben (Peindre ou faire l'amour)
- 2007: Kann das Liebe sein? (Je crois que je l’aime)
- 2010: Kalte Rache (La Vénitienne)
- 2011: Tu seras mon fils